# 夢前黎
夢前 黎（ゆめさき れい、1991年8月28日 - ）は、日本のマルチクリエイター。

バーチャルキャラクター「つくよみちゃん」作者として知られる。

## 著作・プロダクト
- Audacityではじめる音声編集（2016年、工学社）
- A.I.VOICE つくよみちゃん（2024年、エーアイ）[3]
- A.I.VOICE2 つくよみちゃん（2024年、エーアイ）[3]